# Sisante
Sisante ist ein Ort und eine Gemeinde (Municipio) mit 1.660 Einwohnern (Stand: 2024) in der Provinz Cuenca in der Autonomen Region Kastilien-La Mancha.

## Geographie
Sisante liegt etwa 90 Kilometer südlich von Cuenca und etwa 140 Kilometer westlich von Valencia in einer Höhe von ca. 745 m. Im Südosten der Gemeinde bildet der Río Júcar die Grenze. 
Durch die Gemeinde führt die Autovía A-31. Von 1936 bis 1939 befand sich östlich der Ortschaft der Militärflugplatz Sisante.

## Bevölkerungsentwicklung
| 1900 | 1950 | 1970 | 1981 | 1991 | 2001 | 2011 | 2021 |
| ---- | ---- | ---- | ---- | ---- | ---- | ---- | ---- |
| 3032 | 3822 | 2836 | 1963 | 1860 | 1809 | 1929 | 1619 |

## Sehenswürdigkeiten
- Katharinenkirche

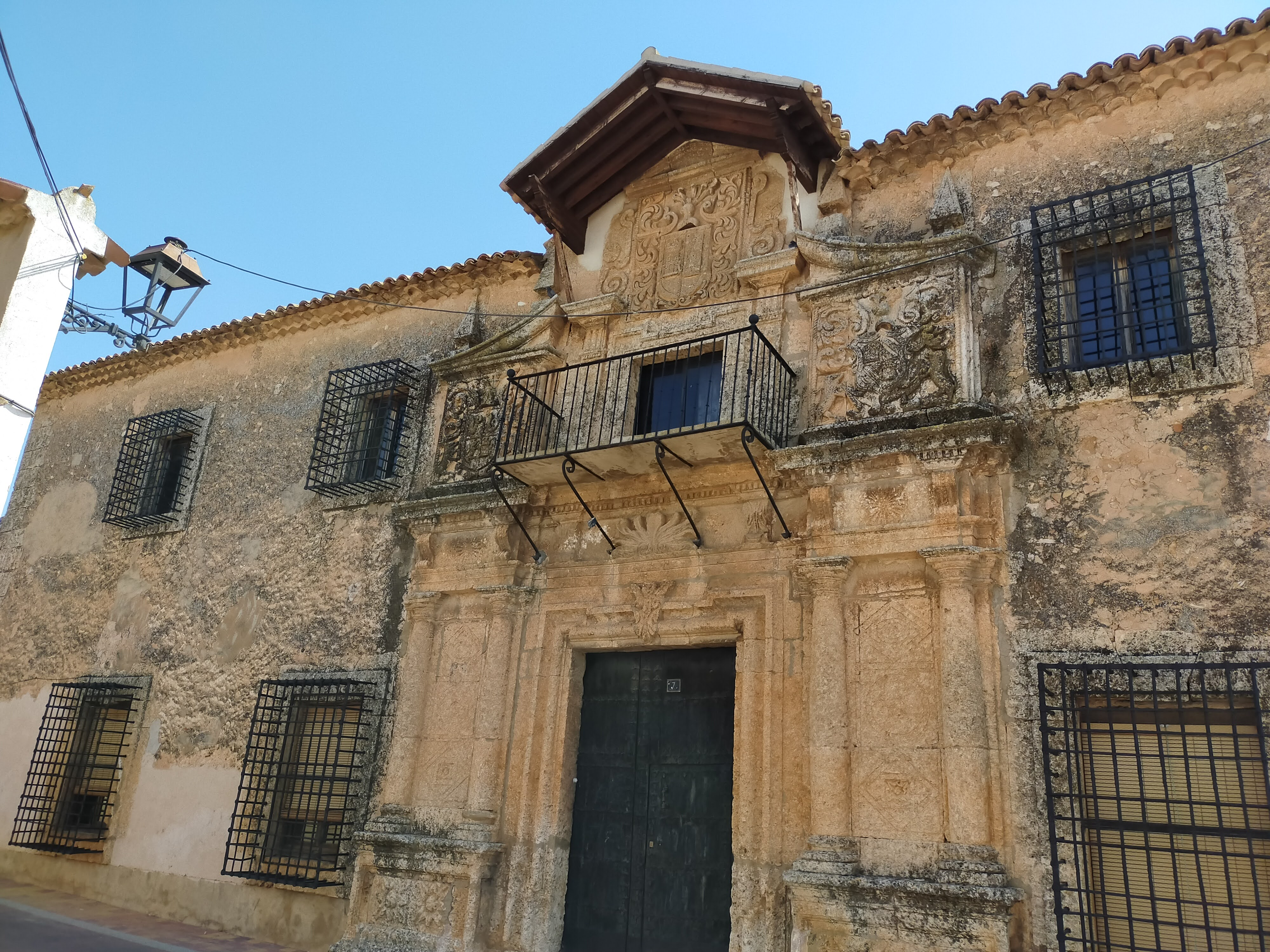
Palacio
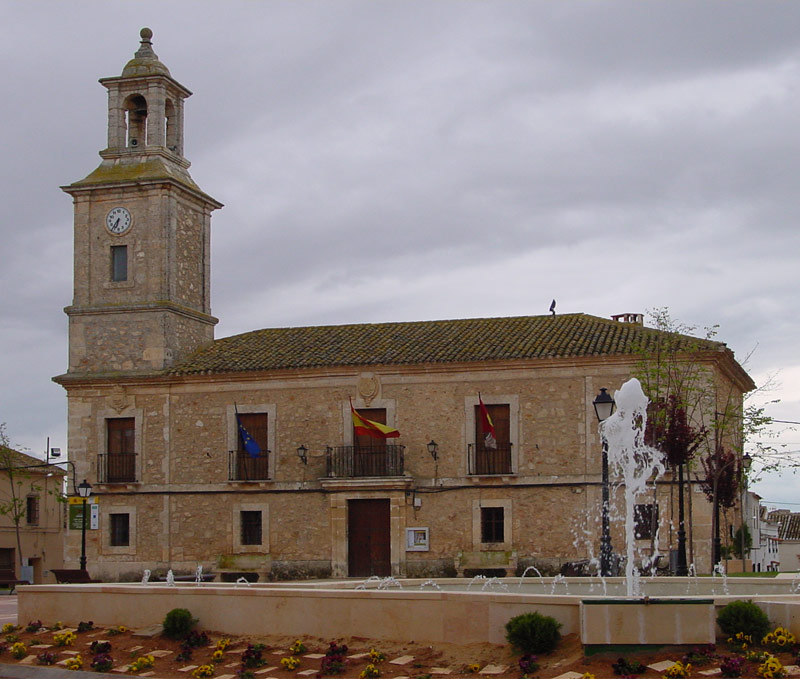
Rathaus

- Palacio
- Rathaus

## Persönlichkeiten
- Josep Ángel Saiz Meneses (* 1956), römisch-katholischer Geistlicher, Erzbischof von Sevilla ab 2021